# Chang’e 6
Chang’e 6 (chiń. 嫦娥六号; pinyin Cháng'é liùhào) – bezzałogowa misja kosmiczna prowadzona przez Chińską Narodową Administrację Kosmiczną, której celem jest powrót na Ziemię próbek skał księżycowych z niewidocznej strony Księżyca. Lądownik misji Chang’e 6 wystartował 3 maja 2024 roku, rozpoczynając swoją 53-dniową misję. Lądownik wylądował po niewidocznej stronie Księżyca 1 czerwca 2024 roku.

## Projekt misji
Poprzednia misja Chang’e 5 pomyślnie przetransportowała 1,73 kilograma skał księżycowych z księżycowego regionu Oceanus Procellarum. Misja Chang’e 6 będzie próbowała wylądować w południowej części krateru Apollo by następnie móc przetransportować skały księżycowe z powrotem na Ziemię. Oczekuje się, że zebrane próbki będą zawierać materiał płaszcza księżycowego, który zostałby wyrzucony przez uderzenie meteorytu, który utworzył Basen Biegun Południowy – Aitken.

## Przebieg misji
Lądownik Chang’e 6 został wystrzelony 3 maja 2024 roku za pomocą rakiety Chang Zheng 5 z Centrum Startowego Satelitów Wenchang znajdującego się na wyspie Hajnan. Lądownik pomyślnie wszedł na orbitę okołoksiężycową 8 maja 2024 roku o godzinie 02:12 UTC. Lądownik Chang’e 6 pomyślnie wylądował w południowej części krateru Apollo po niewidocznej stronie Księżyca, o godzinie 22:23 UTC, 1 czerwca 2024 roku.
3 czerwca 2024 roku o godzinie 23:38 UTC moduł wnoszący i transportujący próbki wystartował z niewidocznej strony Księżyca i wszedł na orbitę okołoksiężycową. Było to pierwsze na świecie udane pobranie próbek i start z niewidocznej strony Księżyca. O godzinie 06:48 UTC, 6 czerwca 2024 roku, lądownik Chang’e 6 zadokował do orbitera na którego zostały przeniesione próbki. 21 czerwca 2024 roku rozpoczął się prawdopodobnie powrót sondy na Ziemię z orbity okołoksiężycowej. Chińska Narodowa Agencja Kosmiczna nie dostarczyła aktualnych informacji na temat misji, jednak obserwacje radioamatorskie wykazały wysokie prawdopodobieństwo uruchomienia silnika. 25 czerwca 2024 roku o godzinie 06:07 UTC kapsuła powrotna pomyślnie wylądowała w wyznaczonym obszarze w Mongolii Wewnętrznej.